# Джеффрі Кетрін Джонс
Джеффрі Кетрін Джонс (англ. Jeffrey Catherine Jones; 10 січня 1944 — 19 травня 2011) — американська художниця, чиї роботи найбільш відомі з кінця 1960-х до 2000-х років. До 1976 року Джонс створила обкладинки для понад 150 книг, а також в цей час займалася образотворчим мистецтвом. Художник-фантаст Френк Фразетта назвав Джонс «найвидатнішим художником сучасності». Хоча спочатку Джонс здобула популярність просто як Джефф Джонс, а пізніше як Джеффрі Джонс, у 1998 році вона змінила жіноче ім'я та додала як друге ім'я Кетрін.

## Раннє життя
Джеффрі Дарвуд Джонс народилася і виросла в Атланті, штат Джорджія. У дитинстві її батько служив за кордоном військовим. У 1967 році вона закінчила Коледж штату Джорджія зі ступенем геології та дуже цікавилася мистецтвом і захоплювалася роботами Йоганнеса Вермера, Джованні Баттіста Тьєполо та Рембрандта ван Рейна.

## Кар'єра
Щоб продовжити мистецьку кар'єру Джонс переїхала до Нью-Йорка і швидко знайшла роботу, малюючи сторінки коміксів для King Comics, Gold Key Comics, Creepy, Eerie та Vampirella, а також Witzend Воллі Вуда. Вона малювала обкладинки для книжок, у тому числі видань Ace у м'якій обкладинці серії «Fafhrd and the Gray Mouser» Фріца Лейбера та «Postmarked the Stars», «The Zero Stone», «Uncharted Stars» та понад 150 інших книг Андре Нортон. На початку 1970-х років Джонс також створювала ілюстрації до «Фантастики» Теда Вайта. Вона намалювала багато обкладинок і оповідань для різних видавництв коміксів, включаючи DC Comics, Skywald Publications і Warren, але загалом уникала жанру супергероїв.
У випусках National Lampoon за 1972—1975 роки Джонс випустила повносторінкову стрічку під назвою «Ідиль».

### Студія (The Studio)
З 1975 по 1979 рік Джонс ділилася робочим місцем у районі Челсі на Манхеттені з Берні Райтсоном, Баррі Віндзор-Смітом і Мішелем Калутою під загальною назвою «Студія». У 1979 році Dragon's Dream опублікував том їхньої праці. Галузевий журналіст Том Сперджен прокоментував ширше значення та впливу «Студії» у своєму некролозі про Джонс в The Comics Reporter:
Спадщина такої кількості талановитих людей, які робили колективно дуже хорошу роботу в умовах майже монолітного та принизливого корпоративного впливу на мистецтво, яким вони хотіли займатися, забезпечила Студії спадщину, яку можуть сприймати навіть ті, хто не особливо переймався творчістю художників. Ідея виділеного робочого місця, яке б дозволило примусово впливати одного художника на іншого, була перенесена в майже [кожну] ініціативу колективного простору карикатуристів.
На початку 1980-х у неї була періодична стрічка у Геві-метал під назвою «Я — вік». Карикатуристи Волтер Сімонсон і Дж. Д. Кінг тоді сказали, що Джонс виявляла зростаючий інтерес до експресіонізму і після цього не займався коміксами так близько.

## Особисте життя
У 1964 році, навчаючись у коледжі штату Джорджія, Джонс познайомилася з однокурсницею Мері Луїзою Александер (пізніше відомою як письменниця Луїза Сімонсон). Вони почали зустрічатися і одружилися в 1966 році. Наступного року у них народилася дочка Юліанна. Після закінчення школи пара переїхала до Нью-Йорка, але розлучилася на початку 1970-х років.

### Перехід статі
У дорослому віці Джонс згадувала, що з найперших своїх спогадів хотіла бути дівчинкою. Вона зіткнулася з цими проблемами в 1998 році і почала замісну гормональну терапію. Автор коміксів і журналіст Стівен Рінґґенберґ детально розповів про перехід у некролозі/данині Джонсу в The Comics Journal:
З особистих записів художниці відомо, що вона з дитинства відчувала конфлікт щодо своєї статі, завжди відчуваючи більшу спорідненість із 'прекрасною статтю', ніж із власною чоловічістю. Вирісши в патріархальних 1950-х роках, з домінуючим батьком-героєм війни, Джонс не знала, як впоратися зі своїм прагненням бути жінкою, і відчувала сором. Роками вона намагалася заглушити ці почуття алкоголем, але після довгих душевних пошуків Джонс зрозуміла, що хоча вона народилася чоловіком, всередині вона була жінкою. У 1998 році вона почала гормональну замісну терапію і розпочала новий етап свого життя як жінка, змінивши ім'я на Джеффрі Кетрін Джонс. Проте навіть цей перехід не приніс спокою цій ніжній, неспокійній художниці, адже у 2001 році вона пережила нервовий зрив, який призвів до втрати її будинку та студії. Однак, зрештою, вона оговталася, і в 2004 році знову почала писати і малювати.

### Смерть
На особистій сторінці Джонс у Facebook після її смерті було повідомлено: «Легендарна художниця-фентезі Джеффрі Кетрін Джонс померла сьогодні, у четвер, 19 травня 2011 року, о 4:00 ранку в оточенні родини. Джеффрі страждала від важкої форми емфіземи легенів і бронхіту, а також затвердіння суглобів артерії навколо серця…».

## Нагороди
У 1967 році Джонс була номінована на премію Г'юго як найкращий фанат-виконавець ; вона також була номінована на премію Г'юго як найкращий професійний художник у 1970, 1971 та 1972 роках. У 1975 році вона була номінована на премію World Fantasy Award—Artist і виграла її в 1986 році. Крім того, Джонс був номінований на премію Чеслі в 1999 році.

## Фільми
У 2012 році Indiegogo випустила ретроспективу фільму Марії П. Кабардо на DVD з інтерв'ю з друзями, колегами-митцями та самою художницею під назвою «Кращі речі: життя та вибір Джеффрі Кетрін Джонс».

### Книги
- Вчорашня Лілія, 79 сторінок, Dragon's Dream, грудень 1980 р. ISBN 978-0825695520
- Епоха невинності: Романтичне мистецтво Джеффрі Джонса, 39 сторінок, Underwood Books, серпень 1994 р., ISBN 978-0887331855
- Мистецтво Джеффрі Джонса, 160 сторінок, Underwood Books, жовтень 2002 р. ISBN 978-1887424578
- Джеффрі Джонс Sketchbook 107 сторінок, Vanguard Productions, квітень 2007, ISBN 978-1887591102
- Абсолютна смерть включає «Зимову казку», шестисторінкове оповідання, написане Нілом Ґейманом і намальоване Джонсом, 360 сторінок, DC Comics, жовтень 2009 р. ISBN 978-1401224639
- Джеффрі Джонс: Життя в мистецтві, 256 сторінок, IDW Publishing, січень 2011 р. ISBN 978-1600107375
- Джеффрі Джонс: Остаточне посилання 178 сторінки, Vanguard Productions, травень 2013 р., ISBN 978-1934331545